# Challenge Ameryk w curlingu
Challenge Ameryk do mistrzostw świata curlingu – turniej wyłaniający drugi kraj uczestniczący w mistrzostwach świata ze strefy Ameryki. Rozgrywany jest od 2009 kiedy to Brazylijska Federacja Curlingu, istniejąca od 1998, wyraziła chęć rywalizacji.
Początkowo w zawodach brały udział męskie reprezentacje Brazylii oraz Kanady lub Stanów Zjednoczonych (zazwyczaj drużyny ze Stanów Zjednoczonych, jako że były notowane niżej na poprzednich mistrzostwach oraz że Kanada była gospodarzem mistrzostw świata co dwa lata). Od 2017 odbywa się także challenge drużyn kobiecych. Od 2018 w turnieju startują również reprezentacje innych amerykańskich krajów.
W challenge'u jako drużyna USA bierze udział zespół, który jest notowany najwyżej w U.S. Order of Merit na dzień 31 grudnia roku poprzedniego. 

## Mężczyźni
| Rok         | Kraj              | Miasto   | Liczba drużyn | 1. miejsce                                                                        | 2. miejsce                                                                             |
| ----------- | ----------------- | -------- | ------------- | --------------------------------------------------------------------------------- | -------------------------------------------------------------------------------------- |
| 2009        | Stany Zjednoczone | Bismarck | 2             | Stany Zjednoczone Todd Birr, Paul Pustovar, Greg Wilson, Kevin Birr               | Brazylia Celso Kossaka, Marcelo Mello, Cesar Santos, Luis Augusto Silva                |
| 2010        | Stany Zjednoczone | Grafton  | 2             | Stany Zjednoczone Pete Fenson, Shawn Rojeski, Joe Polo, Tyler George              | Brazylia Celso Kossaka, Marcelo Mello, Cesar Santos, Luis Augusto Silva                |
| 2012        | Stany Zjednoczone | Bemidji  | 2             | Rywalizacja nie doszła do skutku                                                  | Rywalizacja nie doszła do skutku                                                       |
| 2015        | Stany Zjednoczone | Blaine   | 2             | Stany Zjednoczone Heath McCormick, Chris Plys, Joe Polo, Ryan Brunt, Colin Hufman | Brazylia Marcelo Mello, Scott McMullan, Cesar Santos, Filipe Nunes, Raphael Monticello |
| 2017        | Stany Zjednoczone | Duluth   | 2             | Stany Zjednoczone                                                                 | Brazylia                                                                               |
| 2018 (sty.) | Kanada            | London   | 2             | Kanada                                                                            | Brazylia                                                                               |
| 2018 (lis.) | Stany Zjednoczone | Chaska   | 3             | Stany Zjednoczone                                                                 | Gujana                                                                                 |
| 2019        | Stany Zjednoczone | Eveleth  | 3             | Stany Zjednoczone                                                                 | Meksyk                                                                                 |
| 2021        | Kanada            | Lacombe  | 3             | Kanada                                                                            | Brazylia                                                                               |

## Kobiety
| Rok  | Kraj              | Miasto  | Liczba drużyn | 1. miejsce        | 2. miejsce |
| ---- | ----------------- | ------- | ------------- | ----------------- | ---------- |
| 2017 | Stany Zjednoczone | Duluth  | 2             | Stany Zjednoczone | Brazylia   |
| 2019 | Stany Zjednoczone | Eveleth | 3             | Stany Zjednoczone | Meksyk     |